# (34718) Cantagalli
(34718) Cantagalli est un astéroïde de la ceinture principale.

## Nom
L'astéroïde est nommé d'après Michela Cantagalli. La citation de nommage est la suivante :

« Michela Cantagalli (née en 1965) est la bru du premier découvreur. »

— Minor Planet Circular 53954

## Description
(34718) Cantagalli est un astéroïde de la ceinture principale d'astéroïdes. Il fut découvert le 14 août 2001 à San Marcello Pistoiese par Luciano Tesi et Andrea Boattini. Il présente une orbite caractérisée par un demi-grand axe de 3,22 UA, une excentricité de 0,12 et une inclinaison de 6,2° par rapport à l'écliptique.

## Compléments